# Мостик (село)
Мостик (каз. Мостик) — село в Бескарагайском районе Абайской области Казахстана. Входит в состав Долонского сельского округа. Находится примерно в 34 км к юго-западу от районного центра, села Бескарагай. Код КАТО — 633641300.

## Население
В 1999 году население села составляло 602 человека (306 мужчин и 296 женщин). По данным переписи 2009 года, в селе проживали 434 человека (222 мужчины и 212 женщин).